# Inbördeskriget i Tchad
Inbördeskriget i Tchad var en väpnad konflikt i Tchad mellan 1966 och 1988, som utvidgades och avslutades med konflikten mellan Libyen och Tchad.

## Bakgrund
När Tchad blev oberoende 1960 dominerades det politiska livet av folket i söder, lett av president François Tombalbaye, vars hårdföra politik fjärmade honom från stora delar av befolkningen och ledde till uppror i östra och norra Tchad.
Den 1 november 1965 fick frustration över vad som uppfattades som statlig vanskötsel och missbruk av skatteindrivningen ett utbrott i upplopp i orten Mangalmé i prefekturen Guéra. Femhundra personer dog, däribland områdets ledamot av nationalförsamlingen och nio andra statliga ämbetshavare. Från Mangalmé och den närliggande prefekturen Batha spreds upproret till prefekturerna Ouaddaï och Salamat, där i februari 1967 prefekten och viceprefekten blev dödade.

## FROLINAT
I augusti 1968 utbröt ett större myteri i Aozou bland det touboudominerade Nationella nomadgardet, vilket belyste de pågående oroligheterna i norr. Under samma år började regeringsfientliga verksamheter och skrifter spridas i prefekturen Chari-Baguirmi, bara omkring 10 mil från N'Djamena. Det blev osäkert att färdas i stora delar av centrala Tchad, och regeringens makt i norr hade vid 1969 begränsats till garnisonsorterna Faya Largeau, Fada, Bardaï och Ounianga Kébir.
Den mest framstående av de norra rebellgrupperna var Front de Libération Nationale du Tchad (FROLINAT), en paraplyorganisation som bildades i juni 1966 i Nyala i sydvästra Sudan. Under många år genomgick FROLINAT, p.g.a. skiljaktigheter rörande personligheter, filosofi och etnicitet, en rad omorganisationer och uppdelningar.
Efter att FROLINAT:s fältbefälhavare i den östra regionen, Ibrahim Abatcha, dog i strid i februari 1968, framträdde fyra kandidater till ledarskapet. Inom två år hade två av dem rapporterats mördade och en hade flytt till Sudan. Den fjärde, Abba Siddick, blev FROLINAT:s nye generalsekreterare 1970. Men när Siddick 1971 efterlyste ökat samarbete mellan de olika grupperna under etiketten FROLINAT, mötte han kraftfullt motstånd i norr från Goukouni Oueddei, son till Oueddei Kichidemi, och Hissein Habré, en av ledarna för Forces Armeés du Nord (FAN). Goukouni och Habré bröt med Siddick, som bara lyckades behålla kontrollen till namnet över FROLINAT:s första befrielsearmé i öst-centrala Tchad.

## Liberalisering
1969 skickade Frankrike trupper till stöd för centralregeringen samt en reformbeskickning med 33 medlemmar Mission de Réforme Administrative (MRA), med befogenhet att omträna armén, omorganisera förvaltningen och rekommendera avskaffande av impopulära lagar och skatter. Den mest betydande politiska reformen var att Tchads främsta sultaner fullständigt återställdes till sin tidigare juridiska maktställning. Regeringen tillät dem också att återta sin funktion som skatteindrivare i utbyte mot 10% av intäkterna. Denna åtgärd, som Tombalbaye genomförde motvilligt, underminerade tillfälligt rebellernas verksamhet i centrala Tchad.
Liberaliseringen fortsatte i slutet av 1960-talet och början av 1970-talet. Efter presidentvalet 1969, då Tombalbaye ställde upp utan motkandidat, släpptes ungefär 600 politiska fångar, däribland ett antal framträdande muslimer. I april 1971 medgav Tombalbaye för första gången i ett tal inför PPT:s sjunde kongress att han hade gjort misstag och att det fanns vissa problem med hans politik. Han utlovade en kampanj för nationell försoning, och några veckor senare bildade han en regering som innefattade en större andel muslimer och nordtchadier. I juni släppte Tombalbaye ytterligare 1500 politiska fångar och reste runt i rebellområden i norr, där han utlovade bland annat statligt subventionerat salt och socker åt nomaderna i Zouar och Bardaï.
Dessa reformer och hjälp från Frankrike bidrog till det relativa lugnet under 1970 och 1971. Franska militära styrkor tillhandahöll omfattande och effektivt stöd med att hålla tillbaka upprorisk verksamhet i centrala Tchad. I juni 1971 hade det öppna upproret mestadels begränsats till isolerade fickor i Tibestiregionen. Efter inhemskt tryck började den franska regeringen dra tillbaka sina styrkor från Tchad.

## Nya strider
Tombalbayes reformarbete slutade abrupt i augusti 1971. Under den månaden hävdade han att han hade krossat en kupp nyligen frigivna tchadier, med föregivet stöd från Libyens ledare Muammar al-Gaddafi. Tomabalbaye bröt förbindelserna med Libyen och inbjöd Gaddafifientliga grupper att etablera baser i Tchad. I gengäld erkände Gaddafi FROLINAT, erbjöd (för första gången formellt) en operativ bas i Tripoli till Siddick, och ökade leveranserna till rebellerna i Tchad.
Lugnet i landet förföll ytterligare när studenter genomförde en strejk i N'Djamena i november 1971. Fastän den lätt kunde hållas tillbaka demonstrerade strejken växande politisering och missnöje bland unga medlemmar av eliten från södern och avspeglade deras ökade medvetenhet om arméns politiska potential. Tombalbaye ersatte sedan stabschefen, general Jacques Doumro (som hade studenternas stöd), med överste Félix Malloum.
I juni 1972 tillfångatogs en grupp libysktränade sabotörer medan de försökte smuggla vapen och sprängmedel in i huvudstaden. Arresteringarna sammanföll med en allvarlig ekonomisk kris, en tilltagande torka, bittra interna strider i regeringen och oroligheter i huvudstaden. Dessa händelser övertygade Tombalbaye att överge sin politik för nationell försoning. Han fängslade mer än 1000 verkliga eller inbillade "fiender till staten." En antydan om hans växande misstro mot den tidigare säkra södern var att han tillfångatog hundratals sydtchadier och avsatte två viktiga ministrar från södern. Han genomförde också en dramatisk diplomatisk helomvändning som syftade till att få ekonomiskt stöd från arabvärlden och samtidigt underminera FROLINAT. För att stärka banden med arabvärlden bröt Tombalbaye Tchads förbindelser med Israel i september 1972. Några månader senare säkrade Tombalbaye ett inledande löfte om 23 miljarder CFA-franc från Libyen. År 1973 utlovade andra arabländer bistånd. Dessutom lämnade Tchad Organisation Commune Africaine, Malgache, et Mauricienne (OCAMM), en moderat allians av franskspråkiga afrikanska stater.
Tombalbayes strategi att skapa svårigheter för FROLINAT var framgångsrik. När Gaddafi började skära ned på leveranserna av militär utrustning och mat till rebellerna utbröt strider om de begränsade resurserna mellan FROLINAT:s Första befrielsearmé och FAN (som då också kallades Andra befrielsearmén). Andra befrielsearmén förlorade kontrollen över Ennedi och drog sig tillbaka till norra Borkou och Tibesti. I april 1974 slog den dock tillbaka genom att ta tre européer som gisslan, däribland en fransk arkeolog i Bardaï.
Vid denna tidpunkt upplöstes Tombalbayes presidentskap snabbt, medan större uppmärksamhet fästes på de verkliga och misstänkta hoten inifrån regeringen. I juni 1973 arresterade Tombalbaye Malloum, ledaren för PPT:s kvinnoförbund, och många andra partitjänstemän, mestadels från södern. Dessa personer hölls anklagade för "politisk trolldom" i något som kom att kallas "Svarta fåret-komplotten" på grund av deras påstådda inblandning i djuroffer. När Outel Bono, en allmänt respekterad liberal politiker, mördades i Paris medan han organiserade ett nytt politiskt parti i augusti, trodde dock många att Tombalbayes regering låg bakom mordet. Samma månad beslöt Tombalbaye att ersätta PPT med ett nytt parti, Mouvement National pour la Révolution Culturelle et Sociale (MNRCS).
För att avvärja inhemsk kritik påbörjade Tombalbaye en kampanj för att främja authenticité, eller "Chaditude." Denna åtgärd syftade till att rensa ut utländska bruk och inflytanden. För att stärka sitt stöd från Tchads växande urbana elit afrikaniserade Tombalbaye flera ortnamn (Fort-Lamy och FortArchambault blev N'Djamena respektive Sarh) och beordrade tjänstemän att använda inhemska namn istället för europeiska. Han bytte sitt förnamn till Ngarta. Dessutom förmådde hans politik många utländska missionärer att återvända till sina hemländer. Hans högröstade attacker mot den franska regeringen var också populära. Tombalbaye for ut särskilt mot Jacques Foccart, den mäktige generalsekreteraren till Frankrikes president för afrikanska angelägenheter, som stämplades som "ont geni" och fördömdes formellt i en resolution i Nationalförsamlingen som källan till omkring "fjorton komplotter" mot Tchads regering.
För att återställa sitt sviktande stöd bland saratraditionalister på landsbygden i söder gav Tombalbaye sitt stöd för de stränga fysiska och psykologiska initiationsriterna för alla män i söder mellan sexton och femtio, och gjorde dem obligatoriska för varje icke-muslim som sökte bli antagen till förvaltningen, regeringen, och högre grader i militären. Från mitten av 1973 till april 1974 gick uppskattningsvis 3000 ämbetsmän från södern igenom prövningen, däribland två kabinettsministrar och en överste. Eftersom riterna uppfattades som antikristna och i huvudsak hämtade från en undergrupp av sarafolket förvärrade motståndet mot processen motsättningar mellan klaner och religiösa grupper. Snarare än att ge ökat stöd i södern skapade Tombalbayes åtgärd därmed missnöje bland tjänstemän, officerer och studenter.
Torkan som försvårades i början av 1970-talet påverkade också den urartande politiska situationen i Tchad. Under 1974 nådde den internationella kritiken mot Tchads hantering av biståndsinsatserna mot torkan en ny topp, då regeringens okänslighet och öppna profitering blev tydliga.
Som svar på den ekonomiska krisen lanserade regeringen Operation Agriculture ("Operation jordbruk"), som inbegrep en massiv bomullsplantering på obrukad jord. Projektet ökade produktionen något, men på bekostnad av stora ekonomiska förskjutningar och större förbittring i södern, särskilt från människor i städer och byar som togs ut av militären för att bli "frivilliga" i jordbruksarbetet.
I början av 1975 ansåg många iakttagare att Tombalbaye hade urgröpt sina två viktigaste stödbaser - södern och militären. Endast splittring inom sarafolket och oro för att södern möjligen skulle förlora inflytande i regeringen hade förhindrat en välorganiserad rörelse mot Tombalbaye. Dessutom hade Tombalbayes kritik mot arméns mediokra prestation på fältet under början av 1970-talet förargat officerskåren och upplöst dess lojalitet. Militären hade också anledning att klaga på att det ofta skedde utrensningar och omplaceringar i de högsta leden. I mars 1975 beordrade Tombalbaye att flera höga militära officerer skulle arresteras, som misstänkta i ännu en komplott. Den 13 april 1975 dödades Tombalbaye av flera enheter i N'Djamenas gendarmeri under ledning av lägre militära officerer.

## Malloums militära regering, 1975-78
Statskuppen som avslutade Tombalbayes regering fick ett entusiastiskt mottagande i N'Djamena. Malloum framträdde som ordförande för det nya Högsta militära rådet (Conseil Supérieur Militaire - CSM). Hans regering innehöll fler muslimer från norra och östra Tchad, men den etniska och regionala dominansen kvarstod i hög grad i sydtchadiernas händer. Den nya regeringen omkullkastade snart flera av Tombalbayes mer förhatliga politiska linjer. Exempelvis försökte CSM fördela biståndet för torkan mer jämlikt och effektivt och utarbetade planer för att utveckla olika ekonomiska reformer, däribland skattesänkningar och sänkta statliga utgifter.
De nya militära ledarna var varken reformatörer eller begåvade administratörer och var oförmögna att någon längre tid behålla den lilla auktoritet, legitimitet och popularitet som de hade fått genom att ha störtat den impopuläre Tombalbaye. De flesta tchadiska stadsbor hade förväntningar som kraftigt överskred vad den nya regeringen, och kanske någon regering överhuvudtaget, kunde genomföra. Det blev dock snart tydligt att de nya ledarna (mestadels militära officerer från södern) såg sig själva som förvaltare snarare än förnyare, och få av Tombalbayes närmaste blev straffade. Under sin tid vid makten lyckades CSM inte få stöd från huvudstadens alltmer radikaliserade fackföreningar, studenter och stadsbefolkning. Regeringen upplöste den fackliga landsorganisationen Union Nationale de Travailleurs du Tchad (UNTT) och förbjöd strejker, men oroligheter bland arbetare och i städerna fortsatte från 1975 till 1978. Vid den första årsdagen av bildandet av CSM utsattes Malloum för en granatattack som sårade flera höga ämbetsmän och åskådare. Ett år därefter, i mars 1977, avrättade CSM summariskt ledarna för ett kortlivat myteri av flera militära enheter i N'Djamena.
Malloums regerings grundläggande misstag var dock tydligast i dess interaktioner med Frankrike, Libyen och FROLINAT. Under Malloums första månader vid makten övertalade han några rebellgrupper från östra Tchad att gå med i den nya regeringen. I norr återvände derden Oueddei Kichidemi från sin exil i Libyen i augusti 1975. Men hans son, Goukouni Oueddei, vägrade svara på hans och regeringens böner och var kvar i opposition. När Conseil de Commandement des Forces Armées du Nord (CCFAN), en struktur som bildades 1972 av Habré och Goukouni för att representera nordliga element i FROLINAT, fortsatte att vägra förhandla med regeringen om att släppa den franske arkeolog som tagits som gisslan, började Frankrike förhandla direkt med rebellerna. Malloums regering reagerade på denna skymf genom att kräva att 1500 franska soldater skulle lämna landet, vid en tidpunkt i slutet av 1975 då den militära situationen i Tchad började försämras. Genom 1976 och 1977 skiftade den militära maktbalansen till FROLINAT:s fördel då Libyen tillhandahöll rebellerna med betydlig mer vapen och logistiskt stöd än någonsin tidigare. Faya Largeau belägrades två gånger 1976 och i juni 1977 föll Bardaï till CCFAN.
Den kraftiga ökningen av libysk aktivitet förde också maktkampen inom CCFAN mellan Goukouni och Habré till ett avgörande. År 1971 hade Habré lämnat sin post som viceprefekt i Tombalbayes regim för att ansluta sig till Goukounis rebeller. Goukouni och Habré, som var ärelystna toubouledare från två olika konkurrerande klaner, blev bittra rivaler, först inom CCFAN och senare inom Tchad som helhet. Inom CCFAN var de viktigaste frågorna som delade männen relationerna med Libyen och hanteringen av gisslanaffären. Habré motsatte sig bestämt alla libyska planer på Aozouremsan och förespråkade att behålla den franska gisslan även efter att de flesta lösenkrav hade uppfyllts. Goukouni ansåg att konflikten med CSM skulle ges prioritet och att libyskt stöd kunde vara avgörande i denna, samt att gisslantagandet redan hade åstadkommit mer än tillräckligt. Habré bröt slutligen med honom 1976, tog några hundra anhängare med sig för att strida i prefekturerna Batha och Biltine och behöll namnet FAN för sin grupp. Goukouni och hans anhängare fick överhanden. CCFAN släppte gisslan till de franska myndigheterna i januari 1977.
Medan CSM:s militära ställning fortsatte att försvagas 1977 blev Malloums politiska uvertyrer till rebellgrupperna och deras ledare alltmer flexibla. I september möttes Malloum och Habré i Khartoum för att inleda förhandlingar om en formell allians. Deras ansträngningar kulminerade i ett noggrant formulerat avtal som bildade basen för den nationella enhetsregeringen i augusti 1978. 
Malloum utsågs till president i den nya regeringen, medan Habré som premiärminister blev den förste betydande upprorsledaren att inneha en regeringspost i en postkolonial regering.
Habrés tillträde till makten i N'Djamena avsåg att signalera till Goukouni och andra rebelledare att regeringen var villig att förhandla seriöst efter dess bakslag i fält 1978. I februari föll Faya Largeau till FROLINAT, och med det ungefär hälften av landets territorium. Kort därefter flög Malloum till Sabha i södra Libyen för att förhandla om en vapenvila, men medan denna ännu höll på att formuleras i mars hårdnade FROLINAT:s position. Goukouni hävdade att alla tre befrielsearméer nu var enade under hans ledning i det nya "Folkets väpnade styrkor" Forces Armées Populaires (FAP) och att deras mål fortfarande var att störta den "diktatoriska nykoloniala regimen som påtvingats Tchad av Frankrike sedan 11 augusti 1960." FAP fortsatte att avancera mot huvudstaden tills framstöten hejdades nära Ati i stora slag mot franska styrkor och enheter från Tchads försvarsmakt (Forces Armées Tchadiennes - FAT). Malloum hoppades att FROLINAT:s ledning skulle mjuka upp sina villkor, eller möjligen genomgå förnyad splittring.

## Tilltagande inbördeskrig och multilateral medling, 1979-82
Från 1979 till 1982 upplevde Tchad sina hittills största förändringar och ett ökande våld. Sydtchadierna förlorade slutligen kontrollen över det som återstod av Tchads regering, samtidigt som inbördes konflikter blev betydligt mer internationaliserade. I början av 1979 bröt den bräckliga alliansen mellan Malloum och Habré samman efter månader av aggressiva utspel från Habré, däribland krav på att flera nordtchadier skulle utses till höga ämbeten och att arabiska istället för franska skulle användas i radio- och TV-sändningar. Habré sökte stöd bland de stora grupperna muslimer och araber i N'Djamena och släppte lös sitt FAN den 12 februari. De franska trupperna höll sig utanför, och FAN tvingade Malloum att avgå (under franskt beskydd) och drev resterna av FAT söderut. Den 22 februari gick Goukouni och FAP in i huvudstaden. Vid denna tidpunkt hade de flesta ur stadens sarabefolkning flytt söderut, där attacker mot muslimer och icke-sydtchadier utbröt, särskilt i Sarh, Moundou och runtom i prefekturen Moyen-Chari. Vid mitten av mars sades mer än 10 000 personer ha dött som en följd av våldet i södern.
I början av 1979 blev Tchad en öppen arena för obegränsade politiska strider mellan olika grupperingar. Opportunistiska maktsökare försökte samla anhängare (ofta genom att utnyttja motsättningar mellan folkgrupper) och vinna stöd från Tchads afrikanska grannländer. Mellan 10 mars och 21 augusti skedde fyra olika konferenser i de nigerianska städerna Kano och Lagos, under vilka Tchads grannar försökte upprätta ett politiskt ramverk som skulle vara acceptabelt för de stridande grupperingarna. Thads grannländer använde dock också mötena till att främja sina egna intressen, med följden att en mängd externt genererade komplikationer och ett växande antal grupperingar fördes in i processen. Exempelvis blev vid ett tillfälle Gaddafi så arg på Habré att han skickade vapen till överste Wadel Abdelkader Kamougués anti-Habré-gruppering i södern, fastän Kamougué också var antilibysk. Vid den andra konferensen i Kano sattes både Habré och Goukouni i vad som i praktiken var husarrest så att Nigeria kunde främja kanembuledaren Mahmat Shawa Lols möjligheter. Faktiskt blev Lol till namnet Tchads statschef under några veckor på grund av Nigerias stöd, fastän hans Tredje befrielsearmé bara var en spökstyrka och hans inhemska politiska stöd var obetydligt. Inom Tchad använde de krigande parterna konferenserna och de vapenvilor som de medförde till att återhämta sig från en omgång strider och förbereda sig för nästa.
Den sista konferensen kulminerade i Lagosavtalet från 21 augusti 1979, som undertecknades av elva grupperingar från Tchad och bevittnades av utrikesministrarna från nio andra afrikanska stater. Lagosavtalet etablerade procedurerna för att tillsätta den nationella övergångsregering (Gouvernement d'Union Nationale de Transition - GUNT) som insvors i november. Genom ömsesidig överenskommelse utsågs Goukouni till president, Kamougué till vicepresident och Habré till minister för försvar, veteraner och krigsoffer. Fördelningen av kabinettsposter balanserades mellan södern (elva ministrar), norr, mitten och öster (tretton), och bland grannländernas skyddslingar. En fredsbevarande styrka från Organisationen för afrikansk enhet (OAU), som skulle bestå av trupper från Kongo, Guinea och Benin, skulle ersätta de franska trupperna. Denna styrka kom aldrig till stånd i någon praktisk mening, men OAU gav sitt stöd till övergångsregeringen under Goukounis ledning.
Övergångsregeringen misslyckades dock. Dess viktigaste deltagare hyste djup misstro mot varandra, och de uppnådde aldrig någon samordning. Som en följd av detta behöll de olika väpnade grupperingarna sina vapen. I januari 1980 attackerade en enhet ur Habrés armé styrkor från en av de grupper som ingick i övergångsregeringen i prefekturen Ouaddaï. Kort därefter, drabbades N'Djamena av ännu en våldscykel och vid slutet av mars 1980 gick Habré öppet mot regeringen, sedan han tagit kontroll över en del av huvudstaden. De 600 kongolesiska trupperna i OAU:s fredsbevarande styrka höll sig utanför striden, liksom de franska trupperna, medan enheter från fem olika tchadiska arméerna var ute på gatorna i N'Djamena. Striderna fortsatte under sommaren, med avbrott för fler medlingsförsök från OAU och fem formella vapenvilor.
Det blev uppenbart att den djupa rivaliteten mellan Goukouni och Habré var konfliktens kärnpunkt. Vid mitten av 1980 hade södern - avskuren från kommunikation och handel med N'Djamena och försvarad av en omgrupperad sydtchadisk armé - blivit en stat inom staten. Överste Kamougué, söderns starke man, behöll ett försiktigt avstånd från huvudstaden och väntade på att få förhandla med den nordtchadiske ledare som skulle framträda som segrare.
År 1980 vände sig den belägrade Goukouni till Libyen, på samma sätt som han hade gjort fyra år tidigare. De franska styrkorna hade lämnat landet i mitten av maj 1980, och Goukouni undertecknade ett avtal om militärt samarbete med Libyen i juni (utan föregående godkännande från den i stort sett nedlagda övergångsregeringen). I oktober begärde han direkt militärt stöd från Gaddafi, och i december hade libyska styrkor fast kontroll över huvudstaden och de flesta andra städer utanför södern. Habré flydde till Sudan och svor att fortsätta kampen.
Fastän den libyska interventionen gjorde det möjligt för att Goukouni att segra militärt skapade associeringen med Gaddafi problem för regeringen. I januari 1981 framförde Goukouni och Gaddafi framförde en gemensam kommuniké med budskapet att Tchad och Libyen hade kommit överens om att "arbeta för att realisera fullständig enighet mellan de två länderna," vilket orsakade ett internationellt rabalder. Fastän båda ledarna senare förnekade att de hade haft någon avsikt att slå ihop sina stater politiskt var den diplomatiska skadan redan skedd.
Under hela 1981 uppmanade de flesta av OAU:s medlemmar, tillsammans med Frankrike och USA Libyen att dra tillbaka sina styrkor från Tchad. En vecka efter "enhetskommunikén" möttes OAU:s kommitté för Tchad i Togo för att utvärdera situationen. I en förvånansvärt rättfram resolution förkastade kommittén målet om en union som ett brott mot Lagosavtalet från 1979, uppmanade Libyen att dra tillbaka sina trupper, och lovade att tillhandahålla en fredsbevarande styrka, den interafrikanska styrkan (Inter-African Force - IAF). Goukouni var skeptisk till löften från OAU, men i september mottog han ett löfte från Frankrike om stöd för sin regering och IAF.
Men samtidigt som Goukounis relationer med OAU och Frankrike förbättrades försvagades hans förbindelser med Libyen. En anledning till denna försvagning var att det ekonomiska bistånd som Libyen hade utlovat aldrig visade sig. En annan, och kanske mer betydelsefull, faktor var att Gaddafi var starkt misstänkt för att hjälpa Goukounis rival inom GUNT, Acyl Ahmat, ledaren för Conseil Démocratique Révolutionnaire (CDR) ("Demokratiska revolutionära rådet"). Både Habré och Goukouni fruktade Acyl eftersom han och många av CDR:s medlemmar var araber från stammen Awlad Sulayman. Omkring 150 år tidigare hade denna grupp flyttat från Libyen till Tchad och utgjorde därför den historiska och kulturella basen för Libyens krav i Tchad.
Som en följd av sprickan mellan Libyen och Tchad bad Goukouni i slutet av oktober 1981 de libyska styrkorna att lämna landet, och i mitten av november fogade de sig i detta. Deras avfärd möjliggjorde dock för Habrés FAN, som återbildats i östra Tchad med egyptiskt, sudanesiskt och föregivet betydande amerikanskt stöd, att ta viktiga ställningar längs vägen från Abéché till N'Djamena. Habré hölls tillbaka först när omkring 4800 IAF-soldater från Nigeria, Senegal och Zaire anlände och utplacerades i december 1981.

## Habréperioden, 1982-1990
I februari 1982 ledde ett särskilt OAU-möte i Nairobi till en plan som uppmanade till vapenvila, förhandlingar mellan alla parter, val och tillbakadragande av IAF. Alla villkoren skulle genomföras inom sex månader. Habré accepterade planen, men Goukouni förkastade den och hävdade att Habré hade förlorat all legitimitet när han bröt sig ur övergångsregeringen GUNT. När Habré återupptog sin militära framryckning mot N'Djamena, förhöll sig IAF i huvudsak neutralt, precis som fransmännen hade gjort när FROLINAT marscherade mot Malloum tre år tidigare. FAN tog kontroll över huvudstaden den 7 juni. Goukouni och andra medlemmar av GUNT flydde till Kamerun och visade sig så småningom åter i Libyen. Under återstoden av året konsoliderade Habré sin makt i stora delar av det krigströtta Tchad och arbetade på att få internationellt stöd för sin regering.
Habré fortsatte att möta väpnat motstånd på olika fronter. Han var brutal i sitt förtryck av misstänkta motståndare och massakrerade och torterade många under sin tid vid makten. På sommaren 1983 började styrkor från GUNT en offensiv mot regeringsställningar i norra och östra Tchad med stöd från Libyen. Som svar på Libyens direkta intervention gick franska och zairiska styrkor in för att försvara Habré, och trängde bort Libyens och rebellernas styrkor norr om 16:e breddgraden. I september 1984 tillkännagav de franska och libyska regeringarna en överenskommelse om ömsesidigt tillbakadragande av sina trupper från Tchad. Vid slutet av året hade alla franska och zairiska trupper dragits tillbaka. Libyen uppfyllde inte sin del av avtalet, och dess styrkor fortsatte att ockupera den norra tredjedelen av Tchad.
Sydliga rebellkommandogrupper (CODO) i södra Tchad upplöstes av massakrer från regeringen 1984. År 1985 försonades Habré kortvarigt med några av sina mäktigaste motståndare, däribland Front Démocratique du Tchad. Goukouni började också ansluta sig till Habré, och med hans stöd trängde Habré framgångsrikt ut de libyska styrkorna från större delen av Tchads territorium. En vapenvila mellan Tchad och Libyen höll från 1987 till 1988, och förhandlingar under de följande åren ledde till Internationella domstolens beslut att ge Tchad suveränitet över Aozouremsan, vilket i praktiken innebar slutet på den libyska ockupationen.